# Dassault Mirage IV

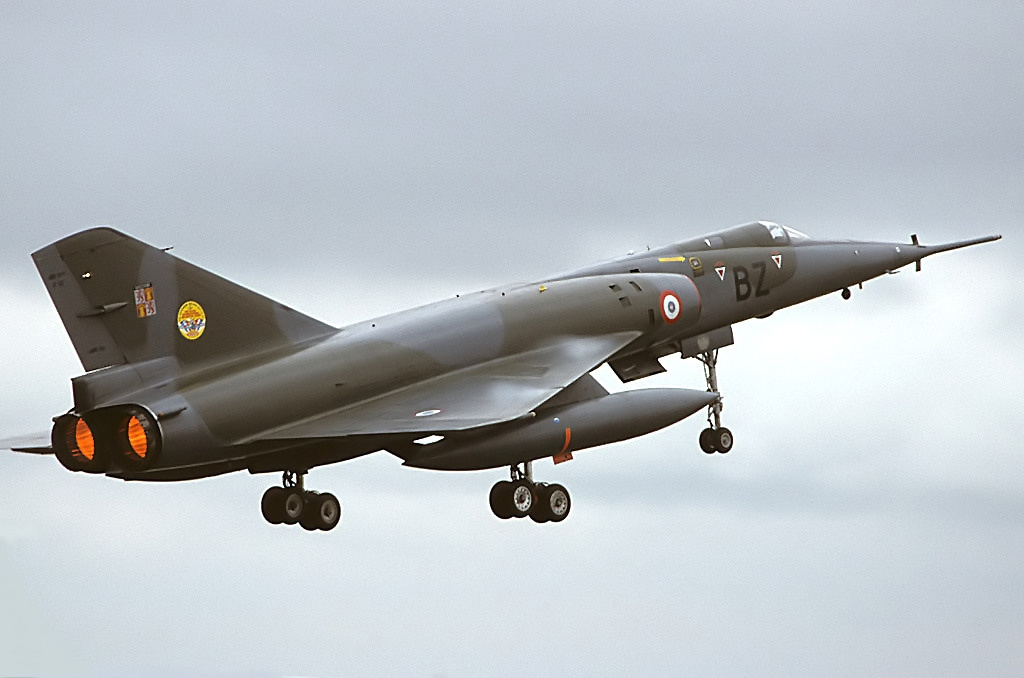
Um Mirage IV francês, em 2000

O Dassault Mirage IV era um avião militar supersônico, de fabricação francesa, existente em duas versões: bombardeiro e de reconhecimento. É uma aeronave de desenho externamente semelhante ao Mirage III, porém, em vez de um motor, utiliza dois, tem maiores envergadura e peso.

## História
No início da década de 1950, o governo da França optou por desenvolver um bombardeiro, supersônico, capaz de transportar inclusive armas nucleares. Em 20 de março de 1957, o governo francês firmou acordo com a Dassault Aviation para início da construção dos primeiros exemplares.
Em 17 de junho de 1959 o Mirage IV fez seu primeiro voo. Foram fabricadas 52 unidades em série, entre os anos de 1963 e 1968. A primeira entrada em serviço ocorreu no dia 1 de outubro de 1964. Foram construídas duas variantes, bombardeiro e de reconhecimento.
Em 1996 foram aposentados todos os bombardeiros, em 2005, os de reconhecimento.

## Operadores Principais
- França: a Armée d'lAir operou 62 aeronaves em vários esquadrões de bombardeamento estrategico e recconhecimento.

## Especificações

### Caracteristicas Gerais
- Tripulação: Dois (piloto e bombardeador/navegador)
- Comprimento: 23.49 m
- Envergadura: 11.85 m
- Altura: 5.40 m
- Area da asa: 78.00 m²
- Peso vazio: 14.500 kg
- Peso carregado: 31.600 kg
- Peso maximo de decolagem: 33.475 kg
- Motores: dois turbojatos SNECMA Atar 9K-50
  - Empuxo seco: 11.023 lb/f (cada turbina)
  - Empuxo com pós-queimador: 15.873 lb/f (cada turbina)

### Performance
- Velocidade Maxima: 2.340 km/h (Mach 2.2) a 13.125m
- Alcance belico: 1.240 km
- Alcance de traslado: 4.000 km
- Teto de serviço: 20.000 m

### Armamento
- Bombas:
  - 1x bomba nuclear AN-11 de 60 kT ou;
  - 1x bomba nuclear AN-22 de 70 kT ou;
  - 16x bombas de queda livre, propósito geral de 454 kg (1.000 lb)

### Eletrônica
- Radar de navegação Thomson-CSF
  - Radar de navegação Thomson-CSF ARCANA (após 1986)
- RWR Thomson-CSF Type-BF
  - RWR Thomson-CSF SERVAL (após a modificação para o padrão Mirage IVP, em 1983)
- Sistema de Guerra Eletrônica Thomson-CSF Barracuda
- Pod de reconhecimento estrategico CT-52

### Autodefesa
- Lançadores de Chaff/Flare Alkan F1A e Matra-Philips PHIMAT (montados nas asas)
  - Lançadores de Chaff/Flare Thomson-CSF/Bofors BOZ e Thales BARAX-NG (após a modificação para o padrão Mirage IVP, em 1983)

### Outros
- 2x assentos ejetores Martin-Baker Mk.4